# Мижевичи (Берестовицкий район)
Мижевичи (бел. Міжэвічы) — деревня в Берестовицком районе Гродненской области Беларуси. Входит в состав Пограничного сельсовета.

## География
Деревня находится в западной части Гродненской области, на правом берегу реки Куклянки, к северу от автодороги Р-99, на расстоянии приблизительно 8 километров (по прямой) к юго-востоку от городского посёлка Большая Берестовица, административного центра района. Абсолютная высота — 165 метров над уровнем моря. Площадь населённого пункта — 0,0616 км².

## История
По состоянию на 1905 год, в Мижевичах проживало 86 человек. В административном отношении деревня входила в состав Свислочской волости Волковысского уезда Гродненской губернии.
Согласно Рижскому мирному договору (1921), деревня вошла в состав межвоенной Польши. Входила в состав гмины Свислочь Волковысского повета Белостокского воеводства. В 1921 году числилось 47 жителей, проживавших в 9 домах. В этническом составе населения того периода белорусы составляли 87,2 %, поляки — 12,8 %. В конфессиональном составе населения преобладали православные христиане (87,2 %) и католики (12,8 %).
С 1939 года в БССР. До 2003 года входила в состав Кваторского сельсовета.

## Население
По данным переписи 2019 года, в деревне проживал 1 человек.
| Год  | Население, человек |
| ---- | ------------------ |
| 1905 | 86                 |
| 1921 | ↘ 47               |
| 2009 | ↘ 5                |
| 2019 | ↘ 1                |